# Bošovice
Bošovice település Csehországban, Vyškovi járásban. Bošovice Milešovice, Otnice, Lovčičky, Borkovany, Kobeřice u Brna, Těšany és Velké Hostěrádky településekkel határos. Lakosainak száma 1259 fő (2024. január 1.).

## Népesség
A település lakosságának változását az alábbi diagram mutatja:
| Lakosok száma | 904  | 981  | 1121 | 1201 | 1095 | 1161 | 1216 | 1229 | 1239 | 1259 |
|               | 1869 | 1900 | 1921 | 1961 | 1980 | 2011 | 2016 | 2019 | 2021 | 2024 |